# Kim Shaw
Kim Shaw (Windsor (Ontario), 20 mei 1984) is een in Canada geboren Amerikaans actrice. Ze speelde in diverse films en series, waaronder She's Out of My League, The Good Wife en You.

## Filmografie

### Film
- 2007: Greetings from the Shore, als Jenny Chambers
- 2007: The Babysitters, als Ali Towne
- 2008: Sex and the City, als serveerster
- 2009: Did You Hear About the Morgans?, als zuster Kelly
- 2010: She's Out of My League, als Katie
- 2013: Snake and Mongoose, als Judy McEwen
- 2014: Animals, als Bobbie
- 2016: Christine, als Andrea Kirby
- 2016: Nobody Walks in L.A., als Becca
- 2018: Rent-an-Elf, als Ava
- 2021: As Gouda as it Gets, als Brie Belanger

### Televisie
- 2006: The Gamekillers, als de moeder haan
- 2006: Law & Order, als Nicole Flynn
- 2007: Gossip Girl, als Amanda
- 2009: Important Things with Demetri Martin, als Kathy
- 2009: Cupid, als popster
- 2009: White Collar, als Julianna Laszlo
- 2009: The Good Wife, als Amber Madison
- 2010: Glory Daze, als Tammy
- 2011: Blackout, als Beth Andrews
- 2011: I Just Want My Pants Back, als Tina
- 2012: How I Met Your Mother, als Julie
- 2012: Audrey, als Audrey
- 2013: Anger Management, als Vanessa
- 2014: NCIS, als voormalig marine luitenant Courtney Reed
- 2015-2017: Saving Hope, als Dr. Cassie Williams
- 2017: Chicago P.D., als Sarah Jaines-Huntley
- 2018: Blue Bloods, als Clara Hayes
- 2019: Christmas Scavenger Hunt, als Belinda
- 2020: Christmas on the Menu, als Josie Jennings
- 2021: You, als zuster Fiona
- 2022: A Cozy Christmas Inn, als Joy
- 2024: Chicago Fire, als Alicia
- 2025: Good American Family, als Jennifer